# مدر (إب)
مدر هي إحدى قرى الجمهورية اليمنية. تتبع جغرافيا لمحافظة إب وإداريًا لمديرية الظهار. يبلغ تعداد سكانها 1533 نسمة حسب الإحصاء الذي أجري عام 2004.